# مضلع نيوتن

بناء مضلع نيوتن لكثير الحدود فيما يتعلق بالتقييم 5-adic.

في الرياضيات، يعد مضلع نيوتن أداة لفهم سلوك كثيرات الحدود (أو متعددات الحدود) على الحقول المحلية. في الحالة الأصلية، كان مجال الاهتمام المحلي هو مجال سلسلة لورنت الرسمية في X غير المحدد، بحيثُ أنَّ أي مجال كسور حلقة سلسلة القدرة الرسمية.
K [[X]]،
على K، حيث كان K هو الرقم الحقيقي أو حقل العدد المركب. لا يزال هذا ذا فائدة كبيرة فيما يتعلق بتوسعات بويسو. يعد مضلع نيوتن أداة فعالة لفهم المصطلحات الرئيسية.
X a
من حلول توسيع سلسلة الطاقة للمعادلات
P ( F ( X )) = 0
حيث P هي كثيرة الحدود مع معاملات في K [ X ]، الحلقة متعددة الحدود ؛ أي، وظائف جبرية محددة ضمنيًا. الأس r هنا هي أرقام منطقية معينة، اعتمادًا على الفرع المختار، والحلول نفسها هي السلسلة في:
K [[Y]]
مع Y = X 1 / d للمقام d المقابل للفرع. يعطي مضلع نيوتن منهجًا حسابيًا فعالًا لحساب d.
بعد إدخال أرقام p-adic، تبين أن مضلع نيوتن مفيد بنفس القدر في مسائل التشعب للحقول المحلية، وبالتالي في نظرية الأعداد الجبرية. كانت مضلعات نيوتن مفيدة أيضًا في دراسة المنحنيات الإهليلجية.

## التعريف
بالنظر إلى كثير الحدود على حقل، فإن سلوك الجذور (بافتراض أن لها جذور) سيكون غير معروف. توفر مضلعات نيوتن تقنية واحدة لدراسة سلوك الجذور.
إذن فـ {\displaystyle K} تُكوّن مجالًا محليًا بتقييم منفصل {\displaystyle v_{K}} ما يعني:
{\displaystyle f(x)=a_{n}x^{n}+\cdots +a_{1}x+a_{0}\in K[x]}
مع {\displaystyle a_{0}a_{n}\neq 0}. ثم مضلع نيوتن {\displaystyle f} يُعرَّف بأنه الهيكل المحدب السفلي لمجموعة النقاط:
{\displaystyle P_{i}=\left(i,v_{K}(a_{i})\right),}
تجاهل النقاط مع {\displaystyle a_{i}=0}. أعد صياغة هندسيًا، ارسم كل هذه النقاط P i على المستوى xy. لنفترض أن مؤشرات النقاط تزداد من اليسار إلى اليمين ( P 0 هي أقصى اليسار، P n هي أقصى نقطة في اليمين). بعد ذلك، بدءًا من P 0، ارسم شعاعًا لأسفل بشكل موازٍ للمحور y، وقم بتدوير هذا الشعاع عكس اتجاه عقارب الساعة حتى يصل إلى النقطة P k 1 (ليس بالضرورة P 1 ). كسر الشعاع هنا. الآن ارسم شعاعًا ثانيًا من P k 1 مباشرة لأسفل بالتوازي مع المحور y، وقم بتدوير هذا الشعاع عكس اتجاه عقارب الساعة حتى يصل إلى النقطة P k 2. استمر حتى تصل العملية إلى النقطة P n ؛ المضلع الناتج (الذي يحتوي على النقاط P 0، P k 1، P k 2،...، P k m، P n ) هو مضلع نيوتن.
طريقة أخرى، ربما تكون أكثر بديهية لعرض هذه العملية هي هذه : ضع في اعتبارك شريطًا مطاطيًا يحيط بجميع النقاط P 0،...، ف ن. شد الشريط لأعلى، بحيث يكون الشريط عالقًا على جانبه السفلي ببعض النقاط (تعمل النقاط مثل المسامير، مطرقة جزئيًا في المستوى xy). رؤوس مضلع نيوتن هي بالضبط تلك النقاط.
للحصول على رسم تخطيطي أنيق لهذا، انظر الفصل 6 §3 من «الحقول المحلية» بقلم جي دابليو سي كاسيل، إل إم إس ستيودنت تيكست 3، كاب 1986. إنه موجود في الصفحة 99 من طبعة الغلاف الورقي لعام 1986.

## تاريخ
تمت تسمية مضلعات نيوتن على اسم إسحاق نيوتن، الذي وصفها لأول مرة وبعض استخداماتها في المراسلات من عام 1676 الموجهة إلى هنري أولدنبورغ.

## التطبيقات
أحيانًا يكون مضلع نيوتن حالة خاصة لمصطلحNewton Polytope، ويمكن استخدامه لبناء حلول مقاربة لمعادلات متعددة الحدود ذات متغيرين مثل {\displaystyle 3x^{2}y^{3}-xy^{2}+2x^{2}y^{2}-x^{3}y=0}

يوضح هذا الرسم البياني مضلع نيوتن لـ P(x,y) = 3x^{2} y^{3} − xy^{2} + 2x^{2}y^{2} − x^{3}y, مع المونوميرات الموجبة باللون الأحمر والمونومالات السالبة باللون السماوي. يتم تصنيف الوجوه بالمصطلحات المحددة التي تتوافق معها.

يأتي تطبيق آخر لمضلع نيوتن من النتيجة التالية:
{\displaystyle \mu _{1},\mu _{2},\ldots ,\mu _{r}}
تكون منحدرات مقاطع خط نيوتن المضلع {\displaystyle f(x)} (على النحو المحدد أعلاه) مرتبة بترتيب تصاعدي، ما يعني:
{\displaystyle \lambda _{1},\lambda _{2},\ldots ,\lambda _{r}}
تكون الأطوال المقابلة لأجزاء الخط المسقطة على المحور x (أي إذا كان لدينا مقطع خط يمتد بين النقاط {\displaystyle P_{i}} و {\displaystyle P_{j}} ثم الطول {\displaystyle j-i} ). ثم لكل عدد صحيح {\displaystyle 1\leq \kappa \leq r} و {\displaystyle f(x)} بالضبط {\displaystyle \lambda _{\kappa }} الجذور مع التقييم {\displaystyle -\mu _{\kappa }}.

## شرح الوظيفة المتماثلة
في سياق التقييم، يتم إعطاؤنا معلومات معينة في شكل تقييمات للوظائف المتماثلة الأولية لجذور كثير الحدود، وتتطلب معلومات عن تقييمات الجذور الفعلية، في إغلاق جبري. هذا له جوانب كل من نظرية التشعب ونظرية التفرد. الاستدلالات الصحيحة الممكنة تتعلق بتقييم مبالغ القوة عن طريق متطابقات نيوتن.